# Nowy Grabiąż
Nowy Grabiąż – osada w Polsce położona w województwie zachodniopomorskim, w powiecie szczecineckim, w gminie Barwice.
W latach 1975–1998 miejscowość położona była w województwie koszalińskim.